# Cantone di Boos
Il Cantone di Boos era una divisione amministrativa dell'arrondissement di Rouen.
È stato soppresso a seguito della riforma complessiva dei cantoni del 2014, che è entrata in vigore con le elezioni dipartimentali del 2015.
Comprendeva i comuni di
- Amfreville-la-Mi-Voie
- Les Authieux-sur-le-Port-Saint-Ouen
- Belbeuf
- Bonsecours
- Boos
- Franqueville-Saint-Pierre
- Fresne-le-Plan
- Gouy
- Le Mesnil-Esnard
- Mesnil-Raoul
- Montmain
- La Neuville-Chant-d'Oisel
- Quévreville-la-Poterie
- Saint-Aubin-Celloville
- Ymare